# Ханс-Йорг Бут
Ханс-Йорг Бут (на немски: Hans-Jörg Butt) е бивш германски футболист, роден на 28 май 1974 г. в Гросенкнетен. Въпреки че е вратар, той има отбелязани 31 гола от дузпа.

## Кариера
В ранните си години Йорг Бут играе като нападател, оттам идва и способността му да бие дузпи. Първия си професионален договор подписва с ФфБ Олденбург, с който играе във Втора Бундеслига. През 1997 г. преминава в Хамбургер, където играе четири години, преди да отиде в Байер Леверкузен. В периода 1997 - 2006 г. от общо 306 мача, които отборите му изиграват в Първа Бундеслига, Бут не взима участие само в четири. През 2007 е наказан за два мача заради червен картон, а неговият заместник Рене Адлер се представя толкова успешно, че успява да го измести от титулярното място. В края на април същата година Бут обявява, че ще използва клауза в договора си до 2009 г., според която може да го прекрати, ако не играе в по-голямата част от мачовете от пролетния полусезон. Последният му мач в Леверкузен е на 19 май 2007 г., в последния кръг на сезона. През месец юли подписва с Бенфика, като отхвърля предложения от Англия и Испания.
В периода 2000 – 2003 г. е част от националния отбор на Германия, за който има изиграни три приятелски мача - дебютът му е през юни 2000 г. срещу Лихтенщайн. Бут е в състава на Германия на Евро 2000 и Световното през 2002 г., но без да изиграе мач и на двете първенства.
Със своите 26 гола в Първа Бундеслига Бут е вратарят с най-много голове в най-високото ниво на германския футбол. Освен тези 26 гола той има отбелязани още един за Олденбург и два в Шампионската лига, по един за Хамбургер и Байер. Освен това Бут е известен с умението си да спасява дузпи.
Феновете помнят куриозна случка от мача на Байер срещу Шалке на 17 април 2004 (Байер печели с 3:2 като гост). Тогава Бут вкарва дузпа за 1:3 и ликувайки бавно се връща към вратата си. В това време Шалке бързо подновява играта и Майк Ханке от центъра прехвърля Бут и оформя крайния резултат. (Видео от YouTube)
На 1 юли 2008 година Бут подписва 4-годишен договор с Байерн Мюнхен, който изтича на 30 юни 2012. В края на сезона през 2012 г. той се оттегля от професионалния футбол.
Бут има 386 мача в Бундеслигата, 62 от които с екипа на Байерн. Той е титуляр през сезон 2009-2010, когато Байерн печели дубъл и играе финал в Шампионската лига.
Йорг Бут има три деца (една дъщеря и двама сина) от съпругата си Катя.
Предишни отбори:
- Гросенкнетен (1980 – 91)
- Олденбург (1991 – 97)
- Хамбургер (1997 – 2001)
- Байер Леверкузен (2001 – 07)
- Бенфика (2007 – 08)

## Успехи
- Шампион на Германия: 2010
- Носител на купата на Германия: 2010
- Носител на суперкупата на Германия: 2010
- Финалист в Шампионската лига: 2002, 2010
- Бронзов медалист от Световното първенство 2010
- Сребърен медалист от СП 2002
- Вицешампион на Германия: 2002
- Трето място в Германия: 2000 (с Хамбургер ШФ) и 2004 (с Байер Леверкузен)
- Финалист за Купата на Германия: 2002
- Участие на Евро 2000